# Ellen Fjæstad
Ellen Elise Fjæstad (* 11. Februar 1986 in Stockholm) ist eine schwedische Schauspielerin, Moderatorin und Synchronsprecherin.
Einem breiten Publikum wurde sie vor allem durch die Rolle der Eva Strömdahl in der Kinderserie Eva und Adam bekannt. In Schweden ist sie außerdem bekannt als Moderatorin von Kindersendungen und als Synchronsprecherin, z. B. für die Rolle der Barbie in Toy Story 3 oder als Kim Possible.  Seit 2006 arbeitet sie als Redakteurin beim Magazin Superstar, bereits zuvor war sie Reporterin für das Magazin Okej. Außerdem ist sie als Pressesprecherin bei Walt Disney Studios Motion Pictures.
Fjæstad hat zwei ältere Geschwister; einen Bruder und eine Schwester.

## Filmografie (Auswahl)
Als Schauspielerin
- 1999: Eva und Adam (Fernsehserie, Eva)
- 2001: Eva und Adam – Vier Geburtstage und ein Fiasko (TV-Film, Eva)
- 2004: Der Ketchup-Effekt (Hip Hip Hora!)
- 2004: Gränsland (Christine)
- 2008: Vampyrer

Als Synchronsprecherin (im Schwedischen)
- 1997: Pippi Langstrumpf (Anna)
- 1999: Pippi Langstrumpf in der Südsee (Anna)
- 2002: Peter Pan: Neue Abenteuer in Nimmerland (Jane)
- 2004: Brandy & Mr. Whiskers (TV-Serie, Brandy, Staffel 2)
- 2006: Barbie und die zwölf tanzenden Prinzessinnen (Blair)
- 2006: High School Musical (Kelsie)
- 2006: Ab durch die Hecke
- 2006: Hannah Montana (TV-serie,Olivia)
- 2006: High School Musical 2 (Kelsie)
- 2006: Kim Possible (Kim Possible)
- 2008: Hotel Zack & Cody (Dakota)
- 2008: High School Musical 3: Senior Year (Kelsie)
- 2010: Toy Story 3 (Barbie)